# Carla Honing
Carla Honing (Nunspeet, 7 september 1957) is een Nederlandse televisiepresentatrice.
Honing doorliep van 1976 tot 1978 de lerarenopleiding Comenius Academie / Pedagogische Academie Zwolle. Daarna werkte ze van 1978 tot 1990 als lerares lagere school/basisonderwijs op verschillende scholen. Van 2005 tot 2009 stond zij weer voor de klas.
Haar televisiecarrière startte in 1990 bij RTV Oost. Tot 1999 was ze daar werkzaam als presentatrice. Haar landelijke televisiedebuut was in 1996 als presentatrice van het Sportjournaal op sportzender Sport 7. Daarna volgde in 1997 het programma Van het Land op RTL 4. Van 1999 tot 2001 was Honing een van de gezichten van Hart van Nederland, het nieuwsprogramma van SBS6. In 2001 stapte ze over naar de AVRO waar ze tot medio 2003 Gezondheidsplein presenteerde. 
In 2007 keerde ze terug op televisie, ditmaal weer bij de regionale RTV Oost. Hier presenteerde ze tot en met 2015 het nieuwsprogramma Overijssel Vandaag.
Sinds 2009 heeft Honing een eigen bedrijf voor presentatietrainingen. Ze doet ook voice-over werk.